# Stephan von Wiese
Stefan von Wiese (* 1943 in Hamburg) ist ein deutscher Kunsthistoriker und Museumskurator.
Stephan von Wiese stammt aus der Familie von Wiese und Kaiserswaldau, der Urgroßvater und der Großvater waren Offiziere. Er wurde in Hamburg geboren, dem Wohnsitz der Eltern, und studierte Kunstgeschichte. Danach arbeitete er zunächst an der Staatsgalerie Stuttgart, seit 1976 leitete er die moderne Abteilung des Kunstmuseums am Ehrenhof in Düsseldorf, des heutigen Museums Kunstpalast. 2007 ging er in den Ruhestand.
Wiese ist Experte für Max Beckmann und ZERO. Er hat zahlreiche Ausstellungen kuratiert und die entsprechenden Kataloge herausgegeben, u. a, zu Gert Heinrich Wollheim.
Stephan von Wiese lebt in Berlin.